# Estació meteorològica
Una estació meteorològica és una instal·lació destinada a mesurar i registrar regularment diverses variables meteorològiques. Aquestes dades s'utilitzen tant per a l'elaboració de prediccions meteorològiques a partir de models numèrics com per a estudis climàtics. A Catalunya hi ha 174 estacions.

## Instruments i variables mesurades
Els instruments comuns i variables que es mesuren en una estació meteorològica inclouen:
- Termòmetre, mesura de temperatures i en particular de màximes i mínimes.
- Baròmetre, mesura de pressió atmosfèrica en superfície.
- Pluviòmetre, mesura de la quantitat de precipitació.
- Psicròmetre, mesura de la humitat relativa de l'aire i la temperatura del punt de rosada.
- Piranòmetre, mesura de la insolació solar.
- Anemòmetre, mesura de la velocitat del vent i penell per a registrar la seva direcció.

La major part de les estacions meteorològiques estan automatitzades requerint un manteniment ocasional. Per a la mesura de variables en mars i oceans s'utilitzen sistemes especials disposats en boies meteorològiques.
Altres instal·lacions meteorològiques menys comuns disposen d'instrumental de sondeig remot com radars per a mesurar la turbulència atmosfèrica i l'activitat de tempestats i sistemes acústics de sondeig de l'estructura vertical de temperatures. Alternativament, estes i altres variables poden obtenir-se per mitjà de l'ús de globus sonda.
En tot cas la distribució irregular d'estacions meteorològiques i la falta d'elles en grans regions com a mars i deserts dificulta la introducció de les dades en models meteorològics i complica les prediccions de més llarg abast temporal.